# Star (Wolverhampton)
Star is een Brits historisch merk van fietsen, tricycles, motorfietsen en auto's.

De bedrijfsnaam was Sharratt & Lisle, later Star Cycle Co. Ltd., Star Motor Co. Ltd., Star Engineering Co., Star Cycle Co. en the Star Motor Company Lt. Wolverhampton.

## Geschiedenis

### Edward Lisle en Edwin John Sharratt
Edward Lisle was in 1852 geboren aan Dudley Road 106 in Wolverhampton. Hij ging tot 1866 naar St. Luke's School, en op 14-jarige leeftijd ging hij waarschijnlijk, net als zijn broer, bij de spoorwegen werken. Lisle was geïnteresseerd in fietsen, indertijd waren dat nog de Penny-farthings (de veiligheidsfiets van John Kemp Starley verscheen pas in 1895). In zijn vrije tijd bouwde hij zijn eigen fiets, in de kelder van het nieuwe huis van de familie aan Park Street in Wolverhampton. Hij nam deel aan wedstrijden die gehouden werden op het terrein van het Molineux Hotel, en die soms tot 20.000 toeschouwers uit het hele land trokken. Edward had hiermee hij veel succes. Dat leidde ertoe dat andere wielrijders hem vroegen een fiets voor hen te bouwen. In elk geval is bekend dat hij al driewielers met een groot voorwiel en kleinere achterwielen bouwde in 1869. Bij de volkstelling van 1871 stond hij geregistreerd als machinebankwerker. Bij dezelfde volkstelling werd Edwin John Sharratt genoemd als werkloze koetsier. Edwin John Sharratt kocht in 1876 de voormalige Humber fabriek aan Pountney Street. Die fabriek stond al bekend als "Star Cycle Works". Samen richtten Edward en Edwin daar hun eigen bedrijf Sharratt & Lisle op. In 1879 ging Sharratt zijn eigen weg, hij begon in een deel van de fabriek zijn eigen fietsmerk Sharratt and Company. Edward Lisle bleef aan de leiding van Star staan, samen met zijn zoons. Op 14 februari 1921 pleegde hij zelfmoord door verdrinking nadat hij een zenuwinzinking had gekregen. Hij was juist uit het bedrijf van zijn zoon Edward Jr. (Briton Motor Company) gestapt. Toch had hij het te somber ingezien: Briton werd kort hierna verkocht en Star zou in de jaren na zijn dood nog sterk groeien. Edward woonde voor zijn dood aan "The Oaklands" in Tettenhall in het historische centrum van Wolverhampton.

### Jaren tachtig

#### Bedrijf
In 1883 richtte Edward Lisle de Star Cycle Company op, maar de fietsen werden nog tot 1896 als "Sharratt & Lisle" verkocht. In dat jaar ontstond Star Cycle Company Limited, met een beginkapitaal van 120.000 Pond. In 1889 werd een fabriek aan Stewart Street in Wolverhampton gekocht. Daar werden grote aantallen fietsen geproduceerd, maar ook losse onderdelen voor fietsen.

#### Fietsen
In 1889 beschreef Harry Hewitt Griffin in zijn artikel "Bicycles & Tricycles of the Year 1889" de " Star Dwarf Safety Roadster", een veiligheidsfiets met slechts twee framebuizen: een van het balhoofd naar het achterwiel en een van het zadel naar de trapperas. De trapperaslagers waren zodanig geconstrueerd dat ze de smeerolie binnen hielden.

### Jaren negentig

#### Bedrijf
In maart 1891 registreerde Lisle de zespuntige ster als merk. In 1896 werd de Presto Gear Case Company omgevormd tot de Presto Gear Case & Components Company Limited. Ze was gevestigd aan Fleet Street in Coventry. Het beginkapitaal was 30.000 Pond en de directeuren waren C.E. Shaw, Edward Lisle, E.A. Wilson, L. Johnson, A. Goodby en H. Lisle. Dit bedrijf maakte kettingkasten die met twee schroeven op vrijwel elke fiets gemonteerd konden worden en eenvoudig te demonteren waren voor het smeren of repareren van de ketting en de tandwielen. Daarnaast produceerde men accessoires en onderdelen voor fietsen.

#### Fietsen
In 1896 leverde Star al tien fietsmodellen, variërend van racefietsen tot heren- en damesmodellen en tandems. Daarnaast leverde men fietsbellen, zadels, jasbeschermers, verlichting, kettingen, naven, remmen, lagers en montagelijm voor banden. In 1898 leverde men ook de bijzondere Dursley Pedersen fiets als "Star Pedersen (Cantilever) Cycle". In 1899 maakte men 10.000 fietsen per jaar.

#### Auto's
Over de manier waarop Star met de productie van auto's is begonnen, zijn de bronnen het niet eens, maar in elk geval werd de basis gevormd door een 3½ pk Benz die in 1897 werd aangeschaft. Het meest populaire verhaal is dat de oudste zoon van Edward Lisle, Joseph, een bezoek aan Nederland bracht en daar leerde autorijden. Hij kocht meteen de Benz en reed ermee naar Wolverhampton. Joseph was echter pas 17 jaar, en het moet dus een hele onderneming voor hem zijn geweest. Daarom geloven een aantal leden van de familie Lisle dat de auto bij een Benz dealer in Londen werd gekocht en via het spoor werd bezorgd. De auto werd gedemonteerd en alle onderdelen werden opgemeten, waarbij de maten moesten worden omgezet naar het Imperiale maatsysteem. Hier en daar werden ook modificaties en verbeteringen aangebracht en al in april 1897 verliet de auto de fabriek. Star kocht de licentierechten en ging de Benz in Wolverhampton produceren. De eerste Star-Benz verscheen in oktober 1898, maar waarschijnlijk werden er in dat jaar slechts twee gebouwd. Dat kwam door het gebrek aan carrosseriebouwers in Wolverhampton. Meestal maakten autofabrieken gebruik van koetsbouwers, maar de eerste zes auto's van Star hadden carrosserieën van gevernist hout die gebouwd waren door Strouds, meubelmakers aan Villiers Street in Wolverhampton. Het waren vis-à-vis modellen. Ze hadden een horizontaal geplaatste, watergekoelde 3½ pk eencilinder met een buitenliggende krukas, riemaandrijving naar de versnellingsbak en kettingaandrijving naar beide achterwielen. Er waren twee versnellingen vooruit, elektrische ontsteking (in die tijd was gasvlamontsteking nog gangbaar), helmstokbesturing en twee handremmen. Er waren twee benzinetanks die genoeg brandstof konden bevatten voor ongeveer 160 kilometer. Carbidlampen, een knijpclaxon, een set boordgereedschap en een oliekannetje hoorden tot de standaarduitrusting. De auto kostte 189 Pond, maar in 1900 was de prijs al gedaald tot 168 Pond. Als extra's kon men een leren kap, een achteruitversnelling of een korte "klimversnelling" bestellen. Aanvankelijk duurde de productie een week per auto, maar dat werd al snel opgevoerd tot zes auto's per week.

#### Tricycle

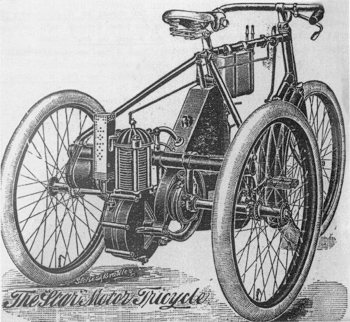
Star tricycle uit 1899

In 1899 bouwde Star een tricycle. Zoals bijna alle tricycles uit die tijd was de machine gebaseerd op een De Dion-Bouton.

### Jaren nul

#### Bedrijf
Edward Lisle richtte in 1900 de Star Motor Company Co. Ltd. op, een dochteronderneming die zo veel mogelijk auto-onderdelen in eigen huis moest vervaardigen. Uiteindelijk werden ook de carrosserieën in eigen huis gefabriceerd. In 1902 werd de Star Motor Company omgebouwd tot de Star Engineering Company, en men ging motorfietsen en tricars produceren. Het bedrijf groeide snel. Men betrok auto-onderdelen van toeleveranciers. Men moest zelfs fabrieksgebouwen aan Ablow Street en Dobb Street in gebruik nemen en in 1903 werd een nieuwe autofabriek aan Frederick Street gebouwd. In 1905 daalden de verkopen van Britse fietsen sterk door import uit Duitsland en de Verenigde Staten. Vanaf 1906 was de Stuart Hub Company een dochteronderneming van Star. Ze produceerde aanvankelijk versnellingsnaven voor de fietsen. In 1906 ging het financieel nog steeds niet goed, het was zelfs het eerste jaar dat aandeelhouders geen dividend uitgekeerd kregen. Men introduceerde de goedkope "Starling" auto, die via de fietsdealers verkocht kon worden om hen op die manier te steunen. In 1907 ging het iets beter en maakte men 5.000 Pond winst, maar de vraag naar fietsen daalde nog steeds. In januari 1909 werd een vergadering gehouden in het Star and Garter Hotel, waarbij werd besloten de Star Engineering Company om te bouwen tot een limited liability company. Joseph Lisle werd directeur. Deze firma nam de Star Cycle Co. Ltd. over en richtte een nieuwe dochteronderneming op: de Star Cycle Company. Voor de productie van fietsen maakte dat vooralsnog geen verschil. In 1909 kocht Edward Lisle Jr. de fabriek in Stewart Street en hij ging daar auto's onder de merknaam Briton produceren.

#### Fietsen
In 1902 stonden elf rijwielmodellen in de catalogus, die inmiddels sterk verbeterd waren. Sommige hadden Star's eigen vrijloopnaaf, de Star ball clutch free-wheel, die geruisloos en wrijvingloos liep. Door de vrijloop waren betere remmen nodig, waardoor Star de Bowden bandrem op het achterwiel monteerde. Die werd al bediend met een handremhendel. De modellenserie was A t/m E genummerd, maar binnen alle modelaanduidingen waren heren- en damesmodellen te vinden. De "D"-serie bestond uit racefietsen. Naast al deze series waren er ook nog fietsen voor de jeugd, zowel jongens- als meisjesfietsen. In 1904 was Star de grootste producent van fietsen in Wolverhampton. De topmodellen waren de "La Grande" dames- en herenfietsen die respectievelijk 16- en 15 Pond kostten. In 1906 ontwikkelde men de eerste versnellingsnaven, die de merknaam "Stuart" kregen doordat de Stuart Hub Company een dochteronderneming van Star was. De dure "La Grande" modellen verdwenen. De modellen met versnellingen waren zelfs nog goedkoper dan de "gewone" modellen eerder waren geweest. De Stuart tweeversnellingsnaaf werd in 1907 vervangen door een Stanley drieversnellingsnaaf. Intussen maakte men ook goedkope modellen, die minder dan 10 Pond kostten.

#### Auto's

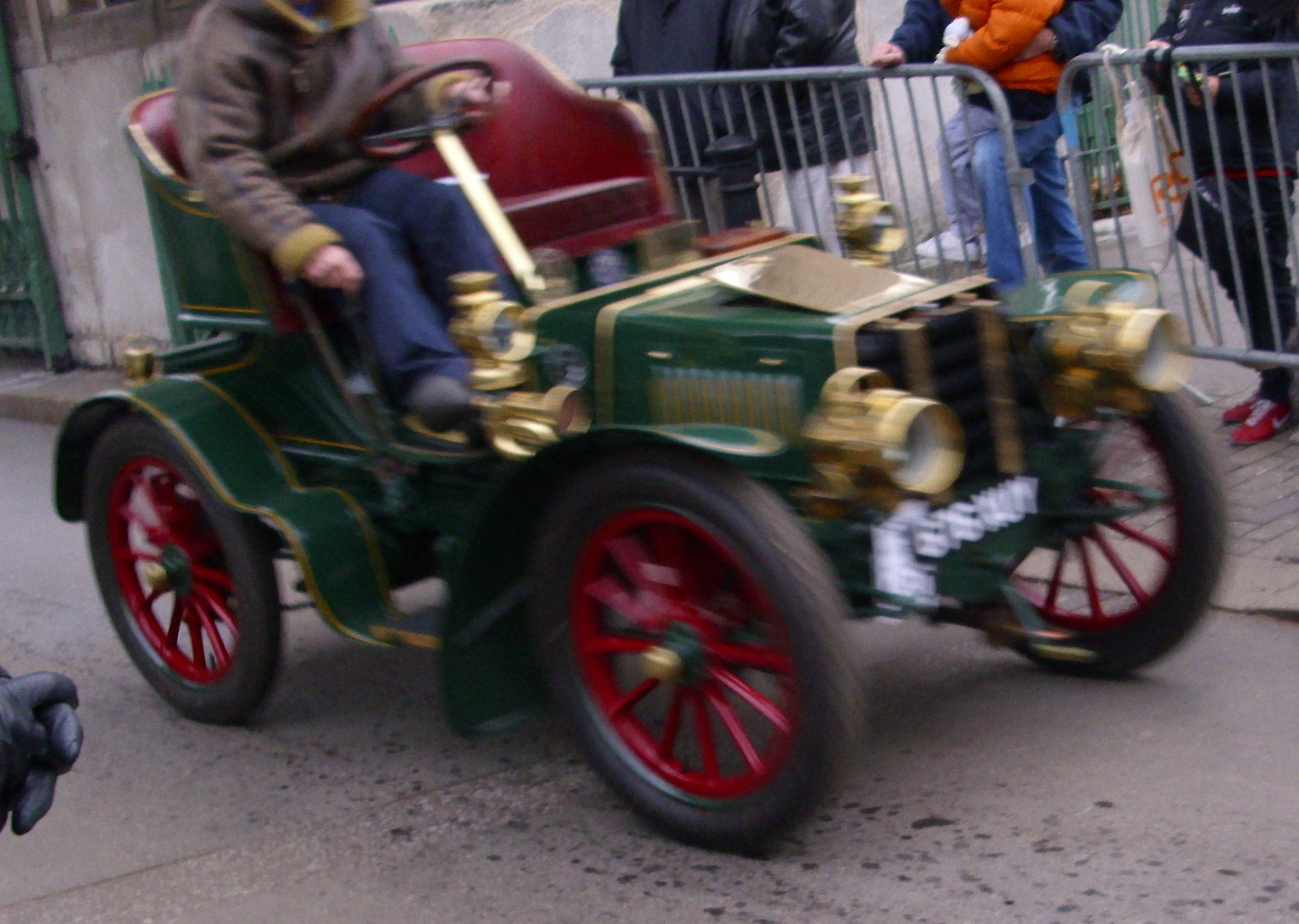
"Little Star" uit 1904

Waarschijnlijk kon men in 1900 al twintig auto's per week maken. In 1900 verscheen het "Model A", met een tweecilinder motor en drie versnellingen. De passagiers keken nu ook vooruit, ze zaten eigenlijk "op de bok". Het "Model C" verscheen gelijktijdig en had waarschijnlijk een voorin zittende bestuurder en een echt stuurwiel. In totaal werden ongeveer 250 exemplaren van de Star-Benz gebouwd. In 1903 waren ze nog steeds te koop. Al snel liet men het Star-Benz ontwerp los en ging men zelf nieuwe modellen ontwerpen. In 1903 waren er al 10-, 15- en 20 pk viercilinders en 7- en 10 pk tweecilinders. In 1904 kwam de "Little Star" uit, een kleine Panhard-type auto met een 7 pk tweecilindermotor die slechts 175 Pond kostte, maar men leverde ook een 12 pk viercilinder voor 450 Pond. Door de tegenvallende fietsverkopen in 1905 was men gedwongen zich meer op de export te richten, maar om de fietsdealers te steunen maakte men ook de zeer goedkope "Starling" auto, die via deze dealers voor 110 Pond verkocht kon worden. De Starling had een eencilinder De Dion motor en twee versnellingen. Vanaf 1906 werden de Starling auto's onder de merknaam "Stuart" verkocht. Stuart Hub Company was een dochteronderneming van Star en de naam Stuart werd vanaf dat moment ook gebruikt voor Star modellen die naar Nieuw-Zeeland verscheept werden. Vreemd genoeg kreeg de auto in 1907 de naam "Starling" weer terug en zo bleef hij tot 1909 in productie. De "Stuart" auto had een andere motor, een 7 pk tweecilinder, drie versnellingen vooruit en één achteruit en cardanaandrijving. Er waren drie versies te koop: een tweezitter, een driezitter en een vierzitter. Latere Starlings hadden nog steeds een eencilinder van 6 pk maar drie versnellingen plus achteruit en kettingaandrijving. In 1907 verscheen de eerste Star zescilinder, die ongeveer 600 Pond kostte. In 1909 kwam het populaire 15 pk viercilindermodel. Dit had een 2,8 liter motor met dubbele ontsteking en cardanaandrijving en kostte 300 Pond.

#### Autosport
Edward Lisle's zoons gingen al snel deelnemen aan wedstrijden. De eerste belangrijke wedstrijd was de 1.000 Miles betrouwbaarheidsrit in april en mei 1900 waaraan ze met een Star-Benz deelnamen. Uitrijden van een dergelijke rit was het belangrijkste, en de pers was enthousiast over de betrouwbaarheid van de auto. Hierna namen ze deel aan heuvelklimwedstrijden in Wolverhampton en omgeving. De eerste internationale wedstrijd was de Gordon Bennett Race van 1903. Deze races werden tussen 1900 en 1905 georganiseerd, gesponsord door Gorden Bennett Junior, zoon van de Schotse journalist die de New York Herald had opgericht. Voor de gelegenheid bouwde Star een echte racewagen, met een 80 pk viercilinder kop/zijklepmotor en kettingaandrijving. Men moest eerst een kwalificatiewedstrijd (eleminating trial) afwikkelen, waarbij de Star, bestuurd door Joseph Lisle, het moest afleggen tegen de snellere Napiers. In 1904 namen twee Little Stars deel aan de Small Car Trials in augustus en september. Daar behaalden Joseph Lisle en F.R. Goodwin een vierde en een vijfde plaats. In 1905 zette Edward Lisle twee auto's in voor de Gordon Bennett race. Ze waren vrijwel identiek en gebaseerd op de 60 pk Mercedes die in 1903 gewonnen had. De Stars kregen een 10 liter viercilinder die 70 pk leverde en werden bestuurd door de broers F.R. en H.G. Goodwin, maar ze kwamen veel vermogen tekort en werden geëlimineerd. In 1906 werden twee 18 pk Star auto's ingezet in de TT van Man. Ze werden bestuurd door Joseph Lisle en George Prew. De auto's mochten slechts een beperkte hoeveelheid benzine meenemen en beide auto's vielen daardoor stil. Ook 1906 waren de Star auto's bestuurd door Harry Goodwin en George Prew niet succesvol in de TT. Goodwin reed dit keer erg voorzichtig om brandstof te sparen, maar werd gediskwalificeerd omdat hij niet vóór 17.00 finishte. George Prew crashte in de tweede ronde bij Quarter Bridge. 1909 was een succesvol jaar voor Star. Dick Lisle won met een 15 pk Star een gouden medaille bij de Wolverhampton Automobile Club's meeting op 2 oktober. Hij won ook de Senior Handicap race in Brooklands. Bij de Scottish Automobile Club Trial won de gestroomlijnde 12 pk Star alle klassen van de heuvelklimwedstrijd en bovendien kreeg hij de meeste punten voor brandstofbesparing. Een 15 pk Star won ook een medaille.

#### Motorfietsen en tricars
De eerste Star motorfiets verscheen in 1902, maar dat was eigenlijk een geïmporteerde Griffon die voor 42 Pond als "Star Griffon" werd verkocht. In 1903 ging men de Griffon, die voorzien was van een eencilinder kop/zijklepmotor en riemaandrijving, in licentie produceren in Wolverhampton. De machine leverde 3 pk, had twee 4 volt accu's en de prijs bleef 42 Pond, maar met een Bowden koppeling kostte hij 6 Pond meer. Die koppeling was echter bijzonder praktisch, want de goedkopere modellen sloegen bij elke stop af en moesten dan weer aangefietst worden. Er werden successen geboekt in trials en betrouwbaarheidsriten. Tijdens de Stanley Show van 1904 in Agricultural Hall (tegenwoordig het Business Design Centre) in Londen presenteerde men drie nieuwe motorfietsmodellen. Het eerste model was een tricar met een watergekoelde 4 pk "Star" kop/zijklepper. Deze had een Longuemare Model 'H' carburateur, twee Castle 4 volt accu's en een 9 liter tank, Brampton kettingaandrijving, Bowden bandrem op de voorwielen en een pedaalbediende velgrem op het achterwiel, 2½ inch Dunlop luchtbanden en een tweeversnellingsnaaf met vrijloop. Tussen de voorwielen was de passagiersstoel aangebracht. Dit model kostte 65 Guineas. Het tweede model was een motorfiets met dezelfde motor, carburateur, accu's en benzinetank, maar met een Lycett's riemaandrijving, een Crabbe velgrem op het voorwiel, een Bowden rem op het achterwiel en een bowden kleplichter om het aanfietsen te vergemakkelijken. Dit model kostte 46 Guineas. Beide modellen hadden thermosifonkoeling waarbij de radiateur in het voorste deel van de tank was ondergebracht. Het derde model was ook een motorfiets, maar nu voorzien van een luchtgekoelde 2¾ pk Zedel motor. In 1905 leverde men aanvankelijk twee modellen: één met een 2½ pk Zedel motor voor 42 Pond en één met een 3 pk Zedel motor voor 46 Pond. Beide modellen konden voor 6 Pond voorzien worden van een Bowden koppeling. Later kwamen daar nog een 2¾ pk model en een 3½ pk model bij. Bovendien leverde men vanaf 1904 achterspanwagens die zowel voor fietsen als motorfietsen geschikt waren. De passagiersmodellen ("Ladies Attachments") hadden rieten stoelen met comfortabele kussens, maar er was ook een "Tradesman's Carrier", die een laadruimte had. In 1905 was de concurrentie op de rijwielmarkt erg groot geworden, en er werden veel fietsen geïmporteerd uit Duitsland en de Verenigde Staten. Star beëindigde waarschijnlijk om die reden de productie van motorfietsen in 1905.

### Jaren tien

#### Bedrijf
In 1912 was de populariteit van Britse fietsen sterk gedaald, als gevolg van de import van rijwielen uit het buitenland. Motorfietsen waren juist enorm gewild, en het was dan ook een logische keuze dat Star zich opnieuw op die markt zou storten. In hetzelfde jaar verwoestte een brand de fabriek aan Dobbs Street. Gelukkig was Edward Lisle Jr. met zijn bedrijf "Briton" net verhuisd naar Lower Walsall Street en stond de fabriek aan Stewart Street leeg. Daar kon Star de autoproductie weer oppakken. In 1910 en 1911 deden de zoons van Edwar Lisle enkele pogingen om vliegtuigen te bouwen. Na het uitbreken van de Eerste Wereldoorlog viel het bedrijf onder verantwoordelijkheid van het Britse Ministerie van Oorlog. Men bouwde auto's voor het Britse, Franse en Russische leger. Men produceerde ook vliegtuigvleugels, vliegtuigmotoren en onderdelen van mijnen. Hiermee waren de productiemogelijkheden niet volledig benut, en men ging ook paardenkarren en karrewielen maken.

#### Fietsen
In 1912 verschenen een aantal nieuwe modellen, waaronder de "Tradesman Star", een stevige transportfiets. Tot 1915 bleef de modellenlijn vrijwel ongewijzigd, maar in dat jaar ging Harry Jones, de chef-framebouwer van Star, zijn eigen fietsen bouwen onder de merknaam "Mount Cycles" en de productie bij Star werd beëindigd.

#### Auto's
In 1911 produceerde men een 10 pk tweecilinder auto, maar ook viercilinders van 12-, 15-, 20- en 25 pk. In 1912 verscheen de Star Victoria Tourer en een aantal modellen die laag gebouwd waren en de naam "Streamline" kregen, zoals de 15,9 HP en de 20,1 HP. In 1914 kwam de luxe Star Torpedo Tourer op de markt. Deze had in tegenstelling tot de gebruikelijke modellen een rond afgewerkte radiateur en motorkap. Er verschenen nieuwe modellen, zoals de 10/12 HP en de 11,9 HP. Men produceerde weer twintig auto's per week en Star auto's hadden een goede naam als het om betrouwbaarheid ging. De oorlogsproductie bestond onder andere uit een grote order voor ambulances voor de Britse troepen in Mesopotamië. Daarnaast produceerde men zware bestelauto's die als radiostation dienden en voorzien waren van apparatuur van de Marconi Company. Na de oorlog werd de autoproductie weer opgestart, maar de prijzen waren door de inflatie enorm gestegen. Een Star Victoria 15,9 HP kostte vóór de oorlog bijvoorbeeld 390 pond, en na de oorlog was dat 750 Pond.

#### Autosport
In 1910 won Dick Lisle de Raglan Cup Races op Brooklands met een Briton (het merk van Edward Lisle Jr.). Hij versloeg hier de Sunbeam "Nautilus" van Louis Coatalen. In Nederland won een Star de Dutch Reliability Trial en in Australië werden zuinigheidswedstrijden gewonnen. Een belangrijke overwinning was die in de RAC Standard Cars Race van 1911 op Brooklands. Deze wedstrijd stond open voor standaard auto's tot 15,9 pk. Cecil Cathie won de race en Dick Lisle werd derde. In 1912 kwam een 20,1 Star niet door de technische keuring van deze wedstrijd, maar Dick Lisle kwam later terug naar Brooklands om twaalf records in de "Class E" te vestigen. Hij reed onder meer twaalf uur met een gemiddelde snelheid van 66,82 mph (107,54 km/uur). In 1914 werden twee auto's ingezet bij de TT, maar in de vijfde ronde eindigde voor beide auto's de race; Richard Crossman viel uit met een defecte waterpomp en Dick Lisle crashte bij Ballaugh Bridge. De Eerste Wereldoorlog maakte voorlopig een einde aan alle autosportevenementen in Europa.

#### Motorfietsen
Het eerste motorfietsmodel dat in 1912 verscheen was een 600 cc 4¼ pk zijklepper, waarbij bijzonder veel aandacht aan de afwerking was besteed. Zo had de machine afhangende handgrepen, waardoor de bedieningsmanettes eenvoudig met de duim bediend konden worden. De vier kabels waren door het stuur gevoerd. De open kleppen waren helemaal aan het oog onttrokken met oliedichte aluminium plaatjes en de ketting liep in een kettingkast. Het voorspatbord was groot genoeg om de rijder te beschermen tegen water en vuil, en er waren grote treeplanken toegepast. Het motorblok kon compleet met de carburateur, de ontstekingsmagneet en de kickstarter uitgebouwd worden. Het cilinderblok en de cilinderkop waren apart gegoten en met vier bouten aan elkaar gemonteerd. In 1914 stond het 4¼ pk model nog steeds in de catalogus, maar nu was er ook een 6 pk model leverbaar met een 771 cc JAP V-twin. Men leverde inmiddels ook Star zijspannen. In 1914 moest het bedrijf oorlogsproductie gaan draaien, waardoor er een einde kwam aan de productie van motorfietsen.

#### Vliegtuigen en vliegtuigmotoren
In 1910 bouwde de Star Engineering Company twee vliegtuigen. De jonge constructeur Granville Bradshaw, die indertijd pas 19 jaar was, had zowel de vliegtuigen als de motoren ontworpen. Het eerste model was een Farman-type dubbeldekker met het hoogteroer aan de voorkant. Het andere model was een eendekker met een 3927 cc watergekoelde Star 40 pk viercilinder motor. Deze dreef een 2.03 meter grote Clarke propeller aan. Het ontwerp was bijzonder: de romp bestond uit een houten driehoeksconstructie die overtrokken was met textiel, en waarbij de delen met metalen platen en gekruiste staalkabels met elkaar verbonden waren. Boven de staart zat een richtingsroer, maar het hoogteroer bestond uit twee ruitvormige delen aan weerszijden. Deze eendekker zou worden gedemonstreerd bij een bijeenskomst van de Midland Aero Club, met Granville Bradshaw als piloot, maar de machine vloog niet. Hierna werd het ontwerp herzien. De textielovertrek verdween, de hoogte- en breedteroeren werden vervangen door meer conventionele exemplaren en de radiateur werd verplaatst naar de achterkant van de motor. De romp werd in twee delen gebouwd, zodat ze uit elkaar genomen kon worden voor het transport. In 1911 werd een nieuwe poging ondernomen door Joseph Lisle. Deze slaagde, maar vader Edward zag zijn zoon vliegen en was zo geschrokken dat hij hem verbood dat ooit nog te doen. Granville Bradshaw vloog ook met de machine en hij kon daarna als hoofdontwerper in dienst treden bij de All British Engine Company. Wat er met de Star vliegtuigen is gebeurd, is niet bekend, maar de Star 40 pk motor werd in de jaren tien te koop aangeboden voor 200 Pond. In 1918 kreeg Star een order voor de productie van vierhonderd 80 pk Renault V8 motoren. Deze waren bestemd voor inbouw in de De Havilland DH-6 trainingsvliegtuigen, maar door het einde van de oorlog bleef het bij 12 exemplaren.

### Jaren twintig

#### Bedrijf

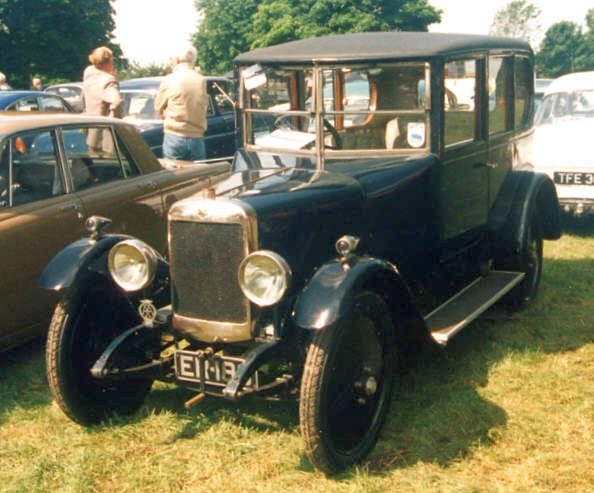
Star 11,9 HP Saloon uit 1922

In 1920 kocht Star een stuk land aan Showell Lane, Bushbury in Wolverhampton om een nieuwe fabriek te bouwen. Daar werd de carrosseriefabriek gevestigd. De rest van de autoproductie vond plaats in een aantal fabrieken in de omgeving van Frederick Street. Aan het begin van de jaren twintig bleef de financiële toestand van het bedrijf zorgelijk, hoewel de autoproductie tussen 1921 en 1925 stevig groeide. Men produceerde ongeveer duizend auto's per jaar. Ten tijde van de grote staking van 1926 waren de Star auto's al bijzonder duur geworden. Men paste nog geen massaproductie toe, maar koos ervoor auto's van hoge kwaliteit, betrouwbaarheid en afwerking te maken. Dat leidde het einde van het bedrijf in. De recessie zorgde voor een daling van de productie tot slechts 105 auto's in 1927. In 1928 nam Guy Motors het bedrijf over door een overname van aandelen. Star bleef als zelfstandig bedrijf bestaan (The Star Motor Company Limited). Alleen de modellen 18/50 HP en 20/60 HP bleven over, hoewel soms nog een 24/70 HP werd gebouwd. Er was nog steeds keuze uit verschillende carrosserieën, maar die werden nu geproduceerd door Mulliners en L. & L.J. Taylor. Guy Motors verkocht in 1929 de fabriek aan Frederick Street en de productie verhuisde naar Showell Lane. Daardoor vond de hele productie onder één dak plaats, maar er waren nog slechts 250 personeelsleden in dienst. De zwaardere bestelauto's werden geschrapt, want zij vormden concurrentie voor de producten van Guy Motors zelf.

#### Auto's
De prijzen van de auto's stegen aan het begin van de jaren twintig nog flink door. De Star Victoria kostte inmiddels 990 Pond. Maar de recessie van de jaren twintig zorgde weer voor een daling van de prijzen. In juni 1921 werd een nieuwe 1.800 cc 11,9 HP zijklepper met drie versnellingen op de markt gebracht. Deze auto werd geleverd als tweezitter Star Scorpio (495 Pond) en vierzitter Star Orion (495 Pond). In 1922 kwamen daar een tweezitter coupé (575 Pond), een vierzitter "All Weather" (650 Pond) en een vierzitter Saloon (725 Pond) bij. Men kon ook zelf een carrosserie laten bouwen en alleen het kale chassis kopen voor ongeveer 350 Pond. In 1923 werden twee zescilinder zijkleppers gepresenteerd: de modellen 18/40 HP en 20/50 HP. De vreemde type-aanduidingen gaven het fiscaal vermogen en het werkelijke motorvermogen weer. In 1926 kregen deze modellen kopklepmotoren, waardoor ze 18/50 HP en 20/60 HP gingen heten. Later werden daar ook nog de 24/70 HP zescilinder kopklepper en de 12/24 HP Star Pegasus aan toegevoegd.

#### Autosport
De 11,9 HP werd in 1921 meteen succesvol in "Clubman races" (races voor privérijders) op Brooklands. In 1922 wonnen twee Star auto's met overmacht de Scottish Six Days Light Car Trial. Ze werden bestuurd door Dick Lisle en Cecil Cathie. Cecil Cathie was eerste testrijder voor Star en tevens fabriekscoureur. Malcolm Campbell was al dealer voor Star geweest en hij racete in 1924 met een speciale eenzitter 11,9 HP. Hij won bij de paaswedstrijden in Brooklands de 75 mph Short Handicap klasse. In oktober won hij met dezelfde auto in dezelfde klasse de herfstwedstrijd. In de jaren twintig wonnen veel privécoureurs wedstrijden in Clubman races met verschillende Star modellen.

### Jaren dertig

#### Bedrijf
Onder het bewind van Guy Motors bleef de kwaliteit en de afwerking van de Star auto's op het bekende, hoge niveau, maar daardoor bleven ze ook erg duur. Op elke auto werd een klein verlies geleden, zelfs op de "spaarmodellen" met textielcarrosserie. Guy Motors zelf had het ook al moeilijk door de beurskrach van 1929 en kon de Star fabriek niet van moderne machines voorzien. Daardoor werd de situatie bij Star bijzonder nijpend en in maart 1932 werd een curator aangesteld. De restanten van onderdelen én de productierechten werden gekocht door McKenzie and Denley in Birmingham. Dit bedrijf bleef onderdelen leveren en Star auto's onderhouden tot in de jaren zestig. De fabriek aan Frederick Street werd eerst verkocht aan James Gibbons Ltd. een ramenfabrikant, maar later vestigde zich daar Chadd Castings Ltd., een bedrijf dat aluminiumdelen produceerde en werkte voor Rolls-Royce Limited, Leyland Daf, Rover en Land Rover. De fabriek aan Showell Lane werd verkocht aan Manley & Regulus, dat loodgietersbuizen en -pijpen maakte en later werd ze verkocht aan Delta Metals.

#### Auto's
In 1930 werden een aantal nieuwe series geïntroduceerd: de "Comet", de "Planet" en de "Jason". In dat jaar werden ongeveer 214 auto's gebouwd, waarbij de 18/50 HP Jason van 595 Pond het populairst was. De Comet had een 17,9 pk zescilinder kopklepmotor en kostte 495 Pond, de Planet Saloon Limousine had 20,9 pk en kostte 695 Pond. Men leverde de Comet ook als tweepersoons cabriolet en als vijfpersoons cabriolet. In 1931 verschenen de Four-Light Saloon en de Six-Light Saloon, die allebei 445 Pond kostten en een 2.470 cc 17,9 pk zescilinder motor, vier versnellingen en een textielcarrosserie hadden. Daarnaast verscheen de Little Comet Fourteen. De laatste auto werd in 1932 gebouwd. Waarschijnlijk was dit een speciale versie van het 14 pk Comet chassis, besteld door Michael McEvoy. Die auto werd voorzien van een Jensen carrosserie en een Zoller compressor. Deze auto werd bekend als de Star McEvoy Special en was bedoeld om de Zoller compressor te testen, maar hij werd waarschijnlijk ook door Freddie Hatton ingezet bij een race op Donnington Park.
- Voor andere motorfietsmerken met de naam Star, zie Star (Berlijn) - Star (Coventry) - Star (Dresden) - Star (Luik) - Star (Polen).